# Византийско-венецианская война (1296—1302)
Византийско-венецианская война — часть войны между Генуей и Венецией, шедшей с 1293 по 1299 год, которая затем продолжалось после заключения мира между двумя морскими республиками и шла между Венецией и Византийской империей до 1302 года.
В 1293 году началась продолжавшаяся 6 лет венециано-генуэзская война за контроль над восточной торговлей, которая шла с переменным успехом. В 1296 году в качестве мести за нападение и разграбление венецианцами генуэзской колонии Каффы генуэзцы, проживавшие в Константинополе, разгромили венецианский квартал города и убили многих граждан республики. Византийский император Андроник II Палеолог поддержал генуэзцев и приказал арестовать всех оставшихся в живых венецианцев своей столицы, включая бальи Марко Бембо.
Венеция потребовала отпустить пленных и компенсировать материальный ущерб. В июле 1296 года венецианский флот под командованием Ружьеро Морозини Малабранка форсировал Босфор, потопив двадцать вражеских кораблей, завоевал Фокею и сжёг все побережье между Перой и Константинополем, уничтожил генуэзскую колонию Галата и бросая якорь перед Золотым Рогом, как раз напротив императорской резиденции Влахернского дворца. Византийский василевс предпочел отвести угрозу, заплатив огромную военную дань, которую Морозини незамедлительно привез обратно в Венецию.
В 1297 г. венецианский флот опустошил берега и острова Мраморного моря. За выкуп захваченных в этом походе пленных император заплатил 4000 гиперпиров.
После битвы при Курцоле в 1299 году был заключен Миланский мирный договор, который развязал Венеции руки в войне с Византией. Венецианский флот, усиленный каперами, захватил несколько островов в Эгейском море, находившихся во владении Византии с 1270 года.
В апреле 1301 года состоялся визит в Венецию византийских посланников, однако переговоры закончились ничем.
В июле 1302 года венецианский флот в составе 28 галер под командованием Беллетто Джустиньани подошёл к Константинополю, блокировал его и захватил в плен жителей острова Принкипос, также наказал кнутом всех греков, имевших несчастье попасть в его руки, на глазах у тех, кто толпился на стенах. В то же время Доменико Сельво захватил императорский корабль на Хиосе. На Кикладах и Додеканесе были оккупированы острова Аморгос, Санторини, Сеос. 
Столкнувшись с опустошением побережья, император Андроник согласился на мир. Мирный договор был заключен 4 октября 1302 года. Согласно его условиям, Венеция возвращала Византии все захваченные острова, кроме четырёх: Кеа, Санторини, Серифос и Аморгос. Император обязался возместить материальный ущерб, нанесённый погромами 1296 года, и подтвердил Генуэзской республике прежние торговые привилегии.